# Clematis patens
Clematis patens är en ranunkelväxtart. Clematis patens ingår i släktet klematisar, och familjen ranunkelväxter.

## Underarter
Arten delas in i följande underarter:
- C. p. patens
- C. p. tientaiensis

## Bildgalleri

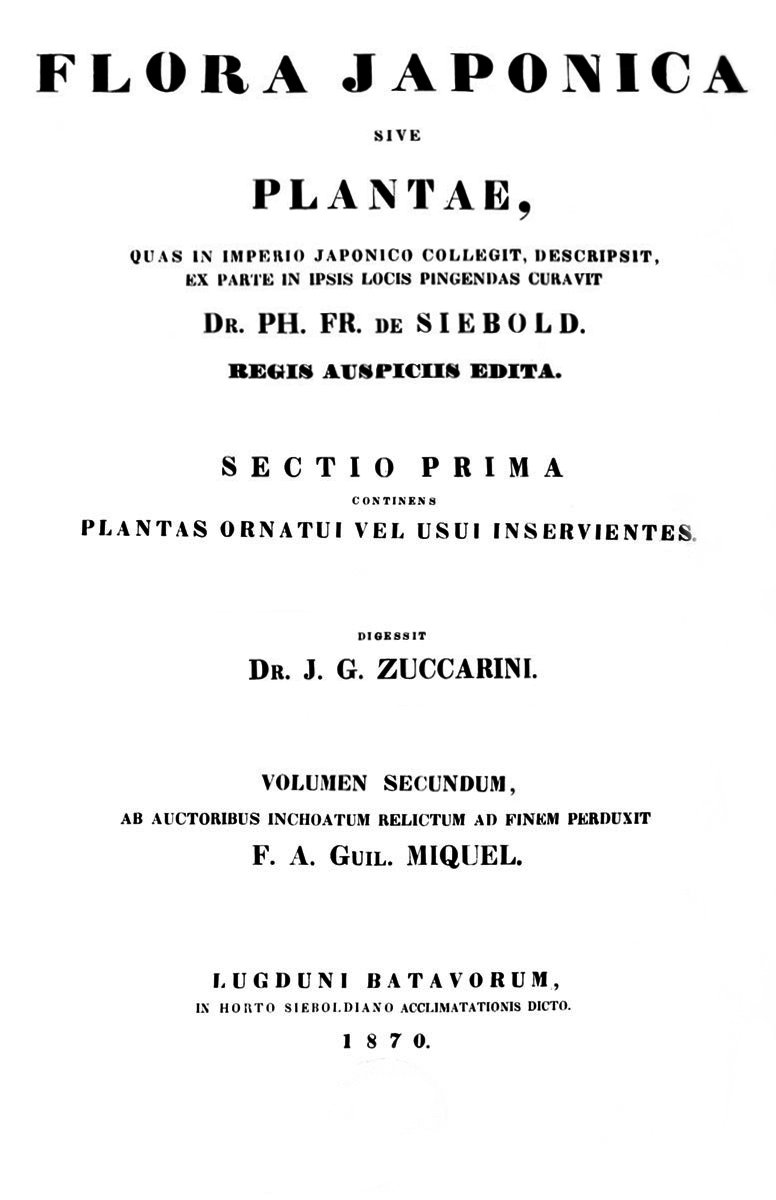
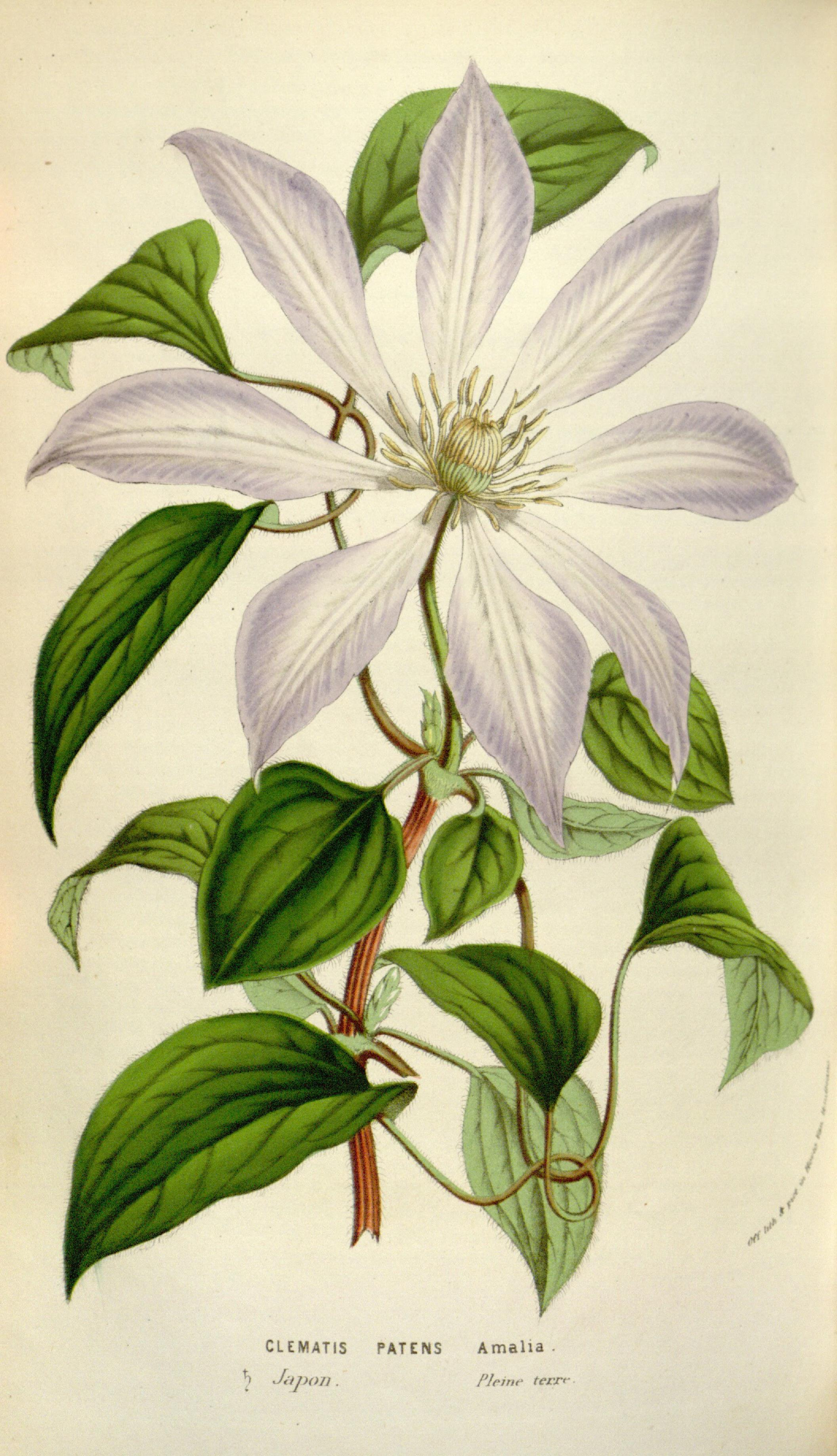